# 57-я улица (линия Шестой авеню, Ай-эн-ди)
|   |   |   |   |
| · | · | · | · |

|   |   |   |   |
| · | · | · | · |

«57-я улица» (англ. 57th Street) — станция Нью-Йоркского метрополитена, расположенная на линии Шестой авеню, Ай-эн-ди. Станция находится в Манхэттене, в Мидтауне, на пересечении 57-й стрит и 6-й авеню. На станции останавливаются маршруты F (круглосуточно) и <F> (в часы пик в пиковом направлении). К северу от станции линия поворачивает на восток. Этот поворот — крайняя северная точка линии Шестой авеню, за поворотом уже идёт линия 63-й улицы.
Станция представлена двумя путями и одной островной платформой. Станция была открыта как конечная, но с продлением линии по 63-й улице (1989 год) конечной она быть перестала. Стены облицованы белой плиткой. Название станции традиционно располагается на колоннах, а также на стенах.
Станция была запечатлена в нескольких фильмах. Здесь снимался один из кадров фильма «Один дома 2: Потерявшийся в Нью-Йорке»: бандиты Гарри и Марв проходят через выход из метро. Камерой заснята этикетка JFK Express, который ещё ходил во время съёмок. Также здесь снимался фильм 2011 года «Убойное Рождество Гарольда и Кумара», в сцене, где Гарольд и Кумар несут ёлку.